# Кадкіна всякий знає
«Кадкіна всякий знає» (рос. «Кадкина всякий знает») — радянський художній фільм 1976 року.

## Зміст
Важко доводиться Кузьмі Кадкіну. Він повернувся з війни і привіз у рідне село дитину. Усім говорить, що підібрав його, але оточуючим насилу в це віриться. Через це у нього починаються конфлікти з дружиною і дітьми, враженими раптовим поповненням сім'ї.

## Ролі
- Георгій Бурков — Кадкін
- Людмила Зайцева — Пелагея Кадкіна
- Майя Булгакова
- Борис Новиков
- Любов Омельченко
- Віктор Перевалов
- Олена Фетисенко
- Степан Крилов
- Роман Мадянов
- Вадим Мадянов
- Валерій Биченков — матрос-гармоніст
- Любов Тищенко — жінка на вокзалі
- Юрій Дубровін — Матвій, голова колгоспу

## Знімальна група
- Автор сценарію: Павло Васильєв, за участю Анатолія Вехотка, Наталії Трощенко
- Режисер: Наталія Трощенко, Анатолій Вехотко
- Оператор: Олександр Чечулін
- Художник: Валерій Юркевич
- Композитор: Ігор Цвєтков
- Звук: Григорій Ельберт, Наталія Аванесова
- Монтаж: Анна Бабушкіна
- Директор: Каміл Байгільдін